# Взаимодействие нейтронов с веществом
Взаимодействие нейтронов с веществом — физические процессы, происходящие при попадании нейтронов различных энергий в вещество. Среди различных типов взаимодействия нейтронов с веществом наиболее характерны ионизация, упругое и неупругое рассеяние и ядерные реакции.

## Ионизация
Ионизация представляет собой отрыв электронов от атомов под действием кинетической энергии нейтрона. Взаимодействие нейтронов с электронами определяется взаимодействием между их магнитными моментами. Это взаимодействие настолько мало, что его энергия достигает потенциала ионизации (порядка 10 эВ) только на расстояниях около 10-11 см. Поэтому сечение ионизационного торможения нейтрона примерно 10-22 см2, то есть в миллион раз меньше, чем для заряженной частицы. Вероятность столкновения нейтрона с ядром ещё меньше (сечение составляет 10-24 см2, то есть на сто ионизаций приходится одно столкновение нейтрона с ядром). Однако при ионизации нейтрон теряет ничтожную часть энергии (порядка 10 эВ), тогда как при столкновении с ядром потери энергии значительны. Таким образом, основные потери энергии нейтрона при движении в веществе вызваны столкновениями с ядрами. При этом на одно столкновение приходится примерно 100 ионизаций.
В ферромагнетиках, где магнитные моменты электронов ориентированы одинаково, вероятность взаимодействия нейтрона с электроном значительно увеличивается и отклонение нейтрона от первоначальной траектории становится заметной.
Существует также очень слабое электрическое взаимодействие нейтрона c электроном. Оно объясняется тем, что нейтрон состоит из электрически заряженных кварков. Однако это взаимодействие становится существенным только на расстояниях, сравнимых с размерами нейтрона.

## Рассеяние
Основная потеря энергии нейтронов происходит на ядрах. При этом различают два типа взаимодействия нейтронов с ядрами:
1) Упругое потенциальное рассеяние на ядерных силах. При этом нейтрон не попадает в ядро, но проходит достаточно близко от него.
2) Ядерные реакции различных типов: (n,γ), (n,p), (n,α), деление ядра, упругое рассеяние с заходом в ядро.
Роль каждого процесса определяется соответствующим сечением.
Существуют вещества — эффективные замедлители нейтронов. Для них основную роль играет упругое рассеяние. После многочисленных столкновений с ядрами нейтрон теряет большую часть энергии и становится тепловым нейтроном. В дальнейшем нейтрон совершает тепловое движение внутри вещества, пока не будет поглощён ядром.

## Ядерные реакции
Ядерные реакции как результат взаимодействия нейтронов с веществом возникает при поглощении нейтрона ядром атома. Существует несколько видов ядерных реакций с участием нейтронов:

### Радиационный захват нейтронов
Нейтрон поглощается ядром, а избыток энергии испускается в виде γ-кванта.
{\displaystyle _{Z}^{A}X+n=~_{Z}^{A+1}X+\gamma .}
(A,Z) + n = (A+1,Z) + γ.
При этом часто образуется нестабильное ядро, которое претерпевает β-распад:
(A+1,Z) = (A+1,Z+1) + e- + ν̃
Эти реакции характерны для нейтронов с энергиями менее 500 кэВ.

### Реакции с образованием протонов
(A,Z) + n = (A,Z-1) + p.
Эти реакции наиболее характерны для нейтронов с энергиями 500 кэВ — 10 МэВ.

### Реакции с образованием α-частиц
(A,Z) + n = (A-3,Z-2) + α.
Эти реакции также характерны для нейтронов с энергиями 500 кэВ — 10 МэВ, однако в некоторых случаях идут на тепловых нейтронах.

### Реакции деления
(A,Z) + n = (A1,Z1) + (A2,Z2), где
A1+A2 = A+1; Z1+Z2 = Z; A1: A2 ≈ 2:3.
Возникают при облучении урана и трансурановых элементов нейтронами с энергиями более 1 МэВ. Для некоторых изотопов реакции идут с тепловыми нейтронами. При делении получается огромная энергия (около 200 МэВ на ядро), поэтому реакции используются при получении ядерной энергии (ядерные реакторы, ядерные бомбы).

### Реакции с образованием двух и более нуклонов
Реакции типа (n,2n), (n,np), (n,3n) и др. характерны для нейтронов с энергией более 10 МэВ и часто служат детекторами быстрых нейтронов.

### Неупругое рассеяние нейтронов
Нейтрон с энергией несколько сот кэВ поглощается ядром, переводит ядро в возбуждённое состояние, после чего вылетает из ядра (нельзя сказать, что вылетел тот же самый нейтрон, поскольку нейтроны в ядре неразличимы), но уже с другой энергией.